# Canal 27 (Guatemala)
Canal 27 es un canal de televisión abierta de Guatemala de programación religiosa propiedad de Iglesia de Jesucristo La Familia de Dios. Fue fundado el 27 de agosto de 1994 por el pastor Dr. Luis Fernando Solares Balsells.

## Historia
El pastor Dr. Luis Fernando Solares Balsells inició sus actividades evangelistas en 1989 en espacios de canales nacionales. De allí nació el programa Confía sólo en el señor, transmitido por 5 años por el Canal 5 de Guatemala. Hasta que los anteriores propietarios del canal 27, que en ese entonces era de Chiquimulilla, propusieron venderle el canal. Luego de llegar a un acuerdo con el Pastoreado y Ancianato de la Iglesia de Jesucristo La Familia de Dios, el canal comienza sus transmisiones el 27 de agosto de 1994.
El 20 de noviembre de 2009, se coloca la primera piedra del segundo edificio de Canal 27 a un lado de la Calzada Roosevelt en Mixco.
El 27 de agosto de 2023, el pastor Dr. Luis Fernando Solares y varios miembros de Canal 27 inauguraron un nuevo telepuerto satelital.
El 3 de diciembre de 2024, el canal estrenó su primera serie original llamada "Antes de la Navidad", miniserie dirigida por Kike Casasola Briones y escrita por el guionista guatemalteco Erick Gálvez.

## Programación
El canal transmite diversas producciones de tipo cristiano, bíblico o educativo; tanto nacionales como internacionales. Por ejemplo, programas de Christian Broadcasting Network como Club 700 hoy o las telenovelas bíblicas de Record como Moisés y los Diez Mandamientos.

### Programación local
- Los Mizzu
- Alégrate
- Antes de la Navidad
- Buenas nuevas de esperanza
- La voz del pueblo
- Noches con Buen Tono
- Propósito de vivir
- Franja pastoral
- Plena y bendecida
- Inspiración por la familia
- Spacio Cero (bloque de programación infantil)
- Super Chiquisocio